# Guerra de Canudos
Guerra de Canudos ou Campanha de Canudos foi um conflito armado que envolveu o Exército Brasileiro e membros da comunidade sócio-religiosa liderada por Antônio Conselheiro, em Canudos, no interior do estado da Bahia. Os confrontos ocorreram entre 1896 e 1897, com a destruição da comunidade e a morte da maior parte dos 25 000 habitantes de Canudos.
A região, historicamente caracterizada por latifúndios improdutivos, secas cíclicas e desemprego crônico, passava por uma grave crise econômica e social. Milhares de sertanejos partiram para Canudos, cidadela liderada pelo peregrino Antônio Conselheiro, unidos na crença de uma salvação milagrosa que pouparia os humildes habitantes do sertão dos flagelos do clima e da exclusão econômica e social.
Os grandes fazendeiros da região, unindo-se a parte do clero local, iniciaram um forte grupo de pressão junto à República recém-instaurada, pedindo que fossem tomadas providências contra Antônio Conselheiro e seus seguidores. Criaram-se rumores de que Canudos se armava para atacar cidades vizinhas e partir em direção à capital para depor o governo republicano e reinstalar a Monarquia.
Apesar de não haver nenhuma prova para estes rumores, o Exército foi mandado para Canudos. Três expedições militares contra Canudos saíram derrotadas, o que apavorou a opinião pública, que acabou exigindo a destruição do arraial, dando legitimidade ao massacre de até vinte mil sertanejos. Além disso, estima-se que cinco mil militares tenham morrido. A guerra terminou com a destruição total de Canudos, a degola de muitos prisioneiros de guerra, e o incêndio de todas as casas do arraial.

## Antecedentes

### A figura de Antônio Conselheiro

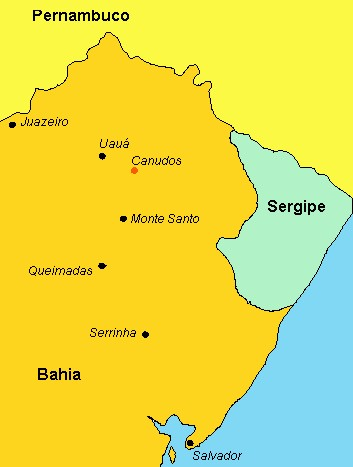
Mapa da localização de Canudos

Antônio Vicente Mendes Maciel, apelidado de "Antônio Conselheiro", nasceu em Quixeramobim, no Ceará, em 13 de março de 1830, de tradicional família que vivia nos sertões entre sua terra natal e Boa Viagem. Foi comerciante, professor e advogado prático nos sertões de Ipu e Sobral. Após a sua esposa tê-lo abandonado em favor de um sargento da força pública, passou a vagar pelos sertões em uma andança de vinte e cinco anos. Chegou a Canudos em 1893, tornando-se líder do arraial e atraindo milhares de pessoas. Acreditava que a República, recém-implantada no país, era a materialização do reino do Anticristo na Terra, uma vez que o governo eleito seria uma profanação da autoridade da Igreja Católica para legitimar os governantes. A cobrança de impostos efetuada de forma violenta, a celebração do casamento civil e a separação entre Igreja e Estado eram provas cabais da proximidade do "fim do mundo".

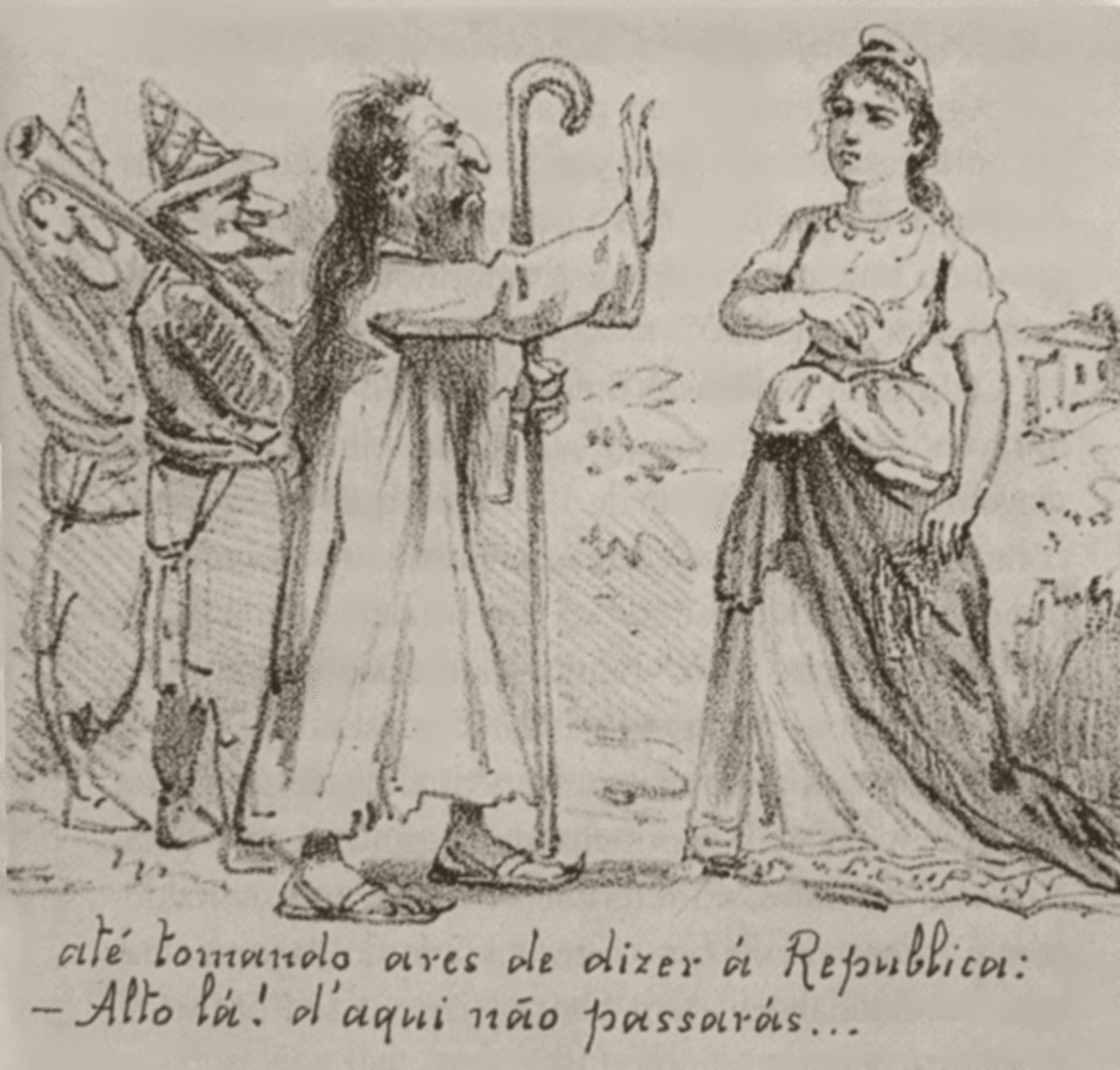
Caricatura na Revista Ilustrada, retratando Antônio Conselheiro, com um séquito de bufões armados com antigos bacamartes, tentando "barrar" a República

### Arraial de Canudos
Canudos era uma pequena aldeia que surgiu durante o século XVIII nos arredores da Fazenda Canudos, às margens do rio Vaza-Barris. Com a chegada de Antônio Conselheiro em 1893 passou a crescer vertiginosamente, em poucos anos chegando a contar por volta de 25 000 habitantes. Antônio Conselheiro rebatizou o local de Belo Monte, apesar de estar situado num vale, entre colinas.
A imprensa, o clero e os latifundiários da região incomodavam-se com a nova cidade independente e com a constante migração de pessoas e valores para aquele novo local. Aos poucos, construiu-se uma imagem de Antônio Conselheiro como "perigoso monarquista" a serviço de potências estrangeiras, querendo restaurar no país a forma de governo monárquica. Difundida através da imprensa, esta imagem manipulada ganhou o apoio da opinião pública do país para justificar a guerra movida contra os habitantes do arraial de Canudos.

### Situação social

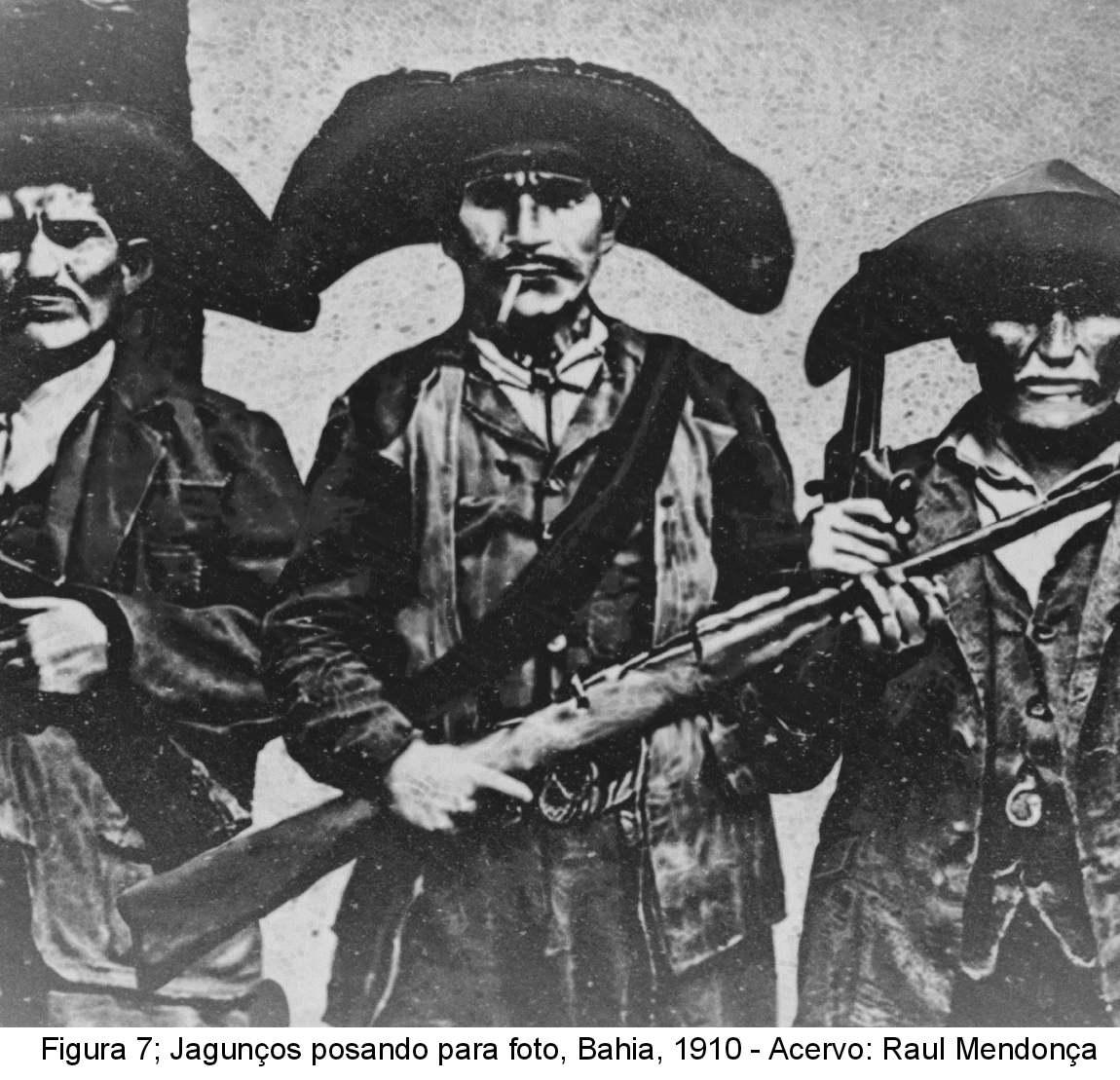
Jagunços baianos posando para foto. O jaguncismo deu-se início no século XIX na Bahia, e ganhou mais notoriedade durante a guerra de Canudos, com a revolta de sertanejos pobres.

O governo da República recém-instaurada precisava de dinheiro para materializar seus planos, e só se fazia presente no Sertão pela cobrança de impostos. A escravidão havia acabado poucos anos antes no país, e pelas estradas e sertões, grupos de ex-escravos vagavam, excluídos do acesso à terra e com reduzidas oportunidades de trabalho. Assim como os caboclos sertanejos, essa gente paupérrima agrupou-se em torno do discurso do peregrino Antônio Conselheiro, acreditando que ele poderia libertá-los da situação de extrema pobreza ou garantir-lhes a salvação eterna na outra vida.

## Cronologia do conflito

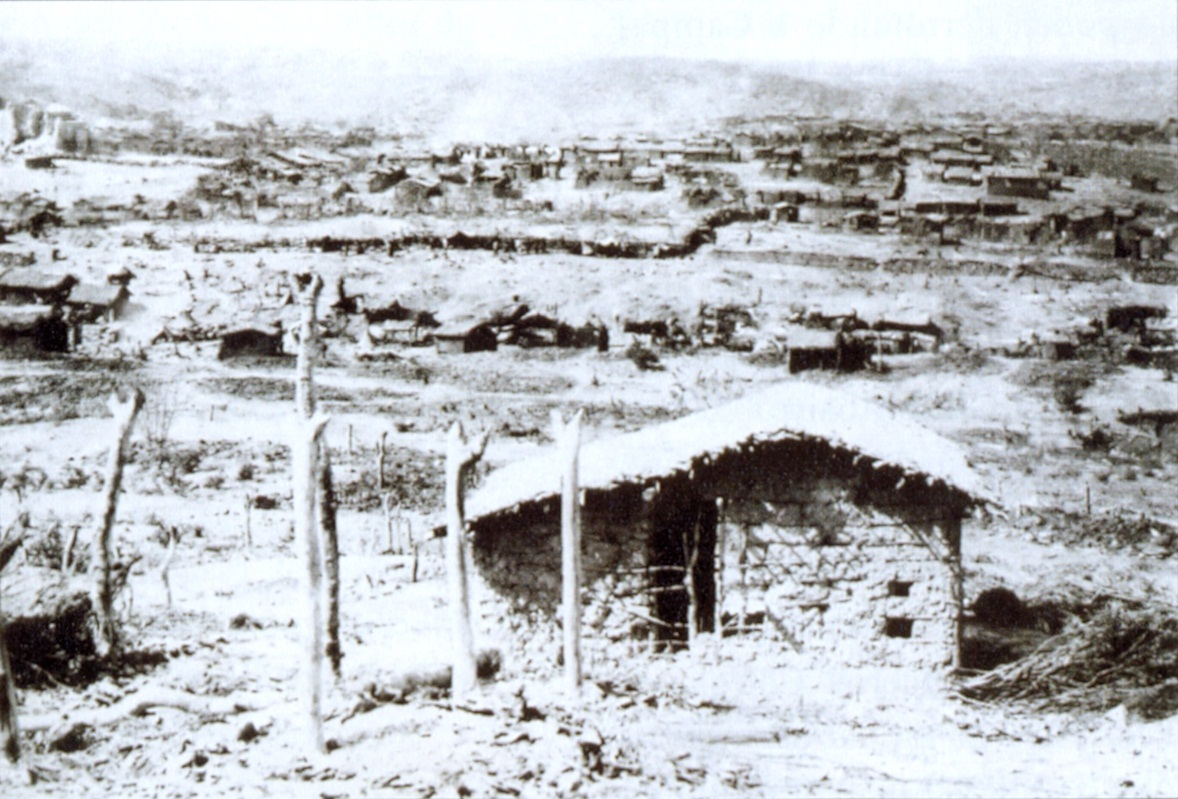
Canudos em 1897. Fotografia de Flávio de Barros, fotógrafo do Exército

“Apareceu no sertão do Norte um indivíduo, que se diz chamar Antônio Conselheiro e que exerce grande influência no espírito das classes populares. Deixou crescer a barba e os cabelos, veste uma túnica de algodão e alimenta-se tenuemente, sendo quase uma múmia. Acompanhado de duas professas, vive a rezar terços e ladainhas e a pregar e dar conselhos às multidões, que reúne onde lhes permitem os párocos.”

— Descrição da Folhinha Laemmert, de 1877, reproduzida por Euclides da Cunha em Os Sertões, 1902.

### O estopim e a primeira expedição
Em outubro de 1896, ocorre o episódio que desencadeia a Guerra de Canudos. Antônio Conselheiro havia encomendado uma remessa de madeira, vinda de Juazeiro, para a construção da igreja nova, mas a madeira não foi entregue, apesar de ter sido paga. Surgem então rumores de que os conselheiristas viriam buscar a madeira à força, o que leva as autoridades de Juazeiro a enviar um pedido de assistência ao governo estadual baiano, que manda um destacamento policial de cem praças, sob comando do Tenente Manuel da Silva Pires Ferreira. Após vários dias de espera em Juazeiro, vendo que o rumor era falso, o destacamento policial decide partir em direção a Canudos, em 24 de novembro. Mas a tropa é surpreendida durante a madrugada em Uauá, pelos seguidores de Antônio Conselheiro, que estavam sob o comando de Pajeú e João Abade. Vinham como quem vinha para reza ou para a guerra. Foram recebidos à bala pelos sentinelas semiadormecidos e surpresos. Era a guerra, que Manoel Neto assim descreve:
"Estabelecia-se, sangrento, o 1º fogo previsto pelo Conselheiro, e a pacata Uauá transformava-se em violento território de combate. O próprio Tenente Pires Ferreira descreve o ataque destacando a "incrível ferocidade" dos assaltantes e a forma pouco convencional como organizavam suas manobras, isto é, usando apitos. A celeridade e a rapidez com que a luta se deu propiciou vantagem inicial aos conselheiristas. Adentraram ao arraial onde ocuparam algumas casas. A lógica, entretanto, prevaleceu. Armados e municiados com equipamentos mais modernos e letais, os soldados do 9º Batalhão de Infantaria impuseram pesadas baixas às forças belomontenses. A crueza do combate foi inegável, sendo que o uso de armas como "facões de folha-larga, chuços de vaqueiro, ferrões ou guiadas de três metros de comprimentos, foices, varapaus e forquilhas, sob o comando de Quinquim Coiam, utilizados em lutas de corpo a corpo produziam cenas dantescas. Foram entre 4 e 5 horas de pânico, sangue, horror e gestos de bravura e pânico. Contabilizadas as baixas de ambas facções, os números determinavam a vitória militar das tropas governamentais. No relatório oficial, Pires Ferreira informa que pereceram na batalha, dentre as hostes conselheiristas "cento e cinquenta, fora os feridos"."
Passadas várias horas de combate, os canudenses, comandados por João Abade, resolveram se retirar, deixando para trás um quadro desolador.
Apesar da aparente vitória, a expedição estava derrotada, pois não tinha mais forças nem coragem para atacar Canudos. Naquela mesma tarde, saqueou e incendiou Uauá e retornou para Juazeiro, com o saldo de 10 mortos (um oficial, sete soldados e os dois guias) e 17 feridos.
Estas perdas, embora consideradas "insignificantes quanto ao número" nas palavras do comandante, ocasionaram a retirada das tropas.

### A segunda expedição

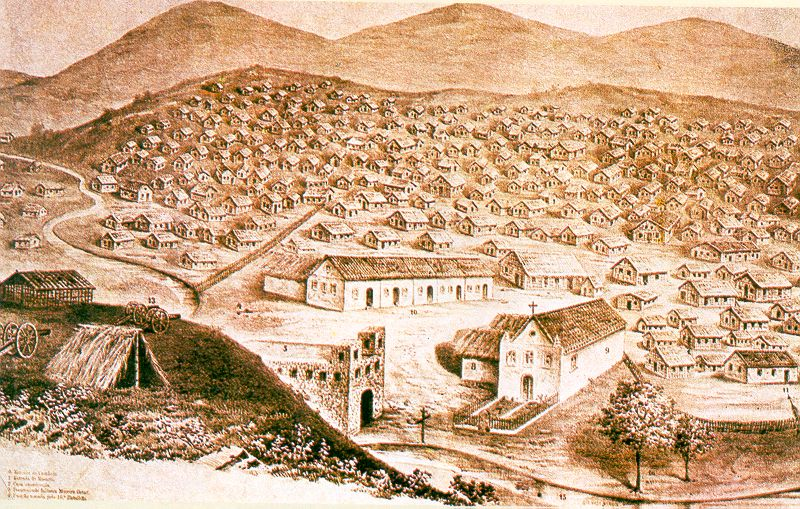
Pintura retratando Canudos antes da guerra

- Janeiro de 1897 - Enquanto aguardavam uma nova investida do governo, os jagunços fortificavam os acessos ao arraial. Comandada pelo major Febrônio de Brito, depois de atravessar a serra do Cambaio, uma segunda expedição militar contra Canudos foi atacada no dia 18 e repelida com pesadas baixas pelos conselheiristas, que se abasteciam com as armas abandonadas ou tomadas à tropa. Os sertanejos mostravam grande coragem e habilidade militar, enquanto Antônio Conselheiro ocupava-se da esfera civil e religiosa. O major contou com 250 homens. Eles partiram triunfantes, certos de vitória fácil. Mas voltaram derrotados, tendo perdido mais de cem soldados. Prudente de Morais, presidente na época, ficou indignado e convocou, para o comando de uma nova expedição, o coronel Moreira César, famoso pela violência utilizada contra os revoltosos da Revolução Federalista (1893-1895), no sul do país.[5]

### A terceira expedição

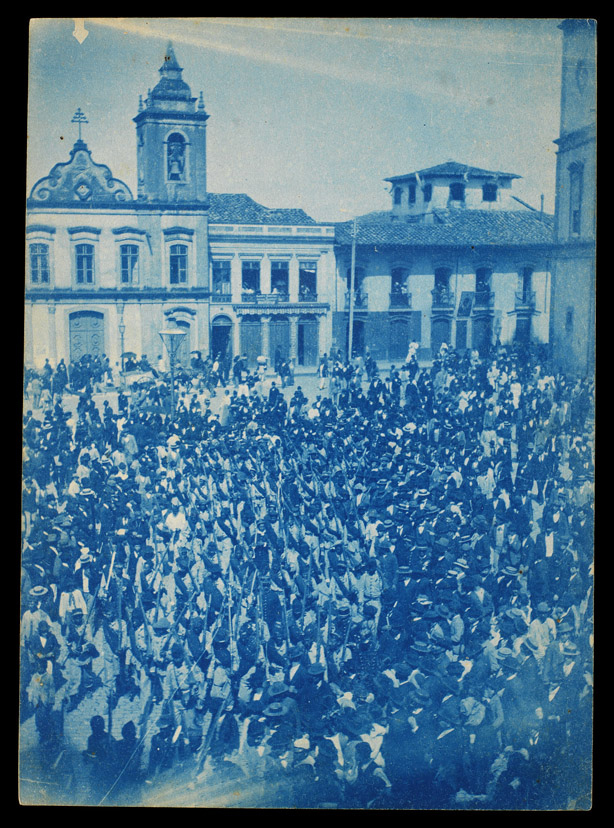
Chegada das forças que vieram da Guerra de Canudos na Bahia

- Março de 1897 - Na capital do país, diante das perdas e a pressão de políticos florianistas que viam em Canudos um perigoso foco monarquista, o governo federal assumiu a repressão, preparando a primeira expedição regular, cujo comando confiou ao coronel Antônio Moreira César, considerado pelos militares um herói do exército brasileiro, e popularmente conhecido como "corta-cabeças" por ter mandado executar mais de cem pessoas a sangue frio na repressão à Revolução Federalista em Santa Catarina. A notícia da chegada de tropas militares à região atraiu para lá grande número de pessoas, que partiam de várias áreas do Nordeste e iam em defesa do "homem Santo". Em 2 de março, depois de ter sofrido pesadas baixas, causadas pela guerra de guerrilhas na travessia das serras, a força, que inicialmente se compunha de 1,3 mil homens, assaltou o arraial. Moreira César foi morto em combate, tendo o comando sido passado para o coronel Pedro Nunes Batista Ferreira Tamarindo, que também tombou no mesmo dia. Abalada, a expedição foi obrigada a retroceder. Entre os chefes militares sertanejos destacaram-se Pajeú, Pedrão, que depois comandou os conselheiristas na travessia de Cocorobó, Joaquim Macambira e João Abade, braço direito de Antônio Conselheiro, que comandou os jagunços em Uauá.

### A quarta expedição

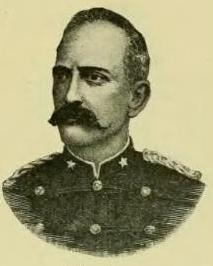
General Artur Oscar

- Abril de 1897 - No Rio de Janeiro, a repercussão da derrota foi enorme, principalmente porque se atribuía ao Conselheiro a intenção de restaurar a monarquia. Jornais monarquistas foram empastelados e Gentil José de Castro, gerente de dois deles, assassinado. Em abril de 1897, o ministro da Guerra, marechal Carlos Machado de Bittencourt preparou uma expedição, sob o comando do general Artur Oscar de Andrade Guimarães, composta de duas colunas, comandadas pelos generais João da Silva Barbosa e Cláudio do Amaral Savaget, ambas com mais de quatro mil soldados equipados com as mais modernas armas da época.
- Junho de 1897 - O primeiro combate verificou-se em Cocorobó, em 25 de junho, com a coluna Savaget. No dia 27, depois de sofrerem perdas consideráveis, os atacantes chegaram a Canudos. Durante os primeiros meses, as tropas conseguem pouco resultado. Os sertanejos estão bem armados com armas abandonadas pela expedição anterior, e o exército não tem a estrutura necessária para alimentar suas tropas, que passam fome.
- Agosto de 1897 - O próprio ministro da Guerra, marechal Carlos Machado de Bittencourt, seguiu para o sertão baiano e se instalou em Monte Santo, com o intuito de colocar um fim ao caos em que estava o abastecimento das tropas. Monte Santo se torna base das operações.[6]

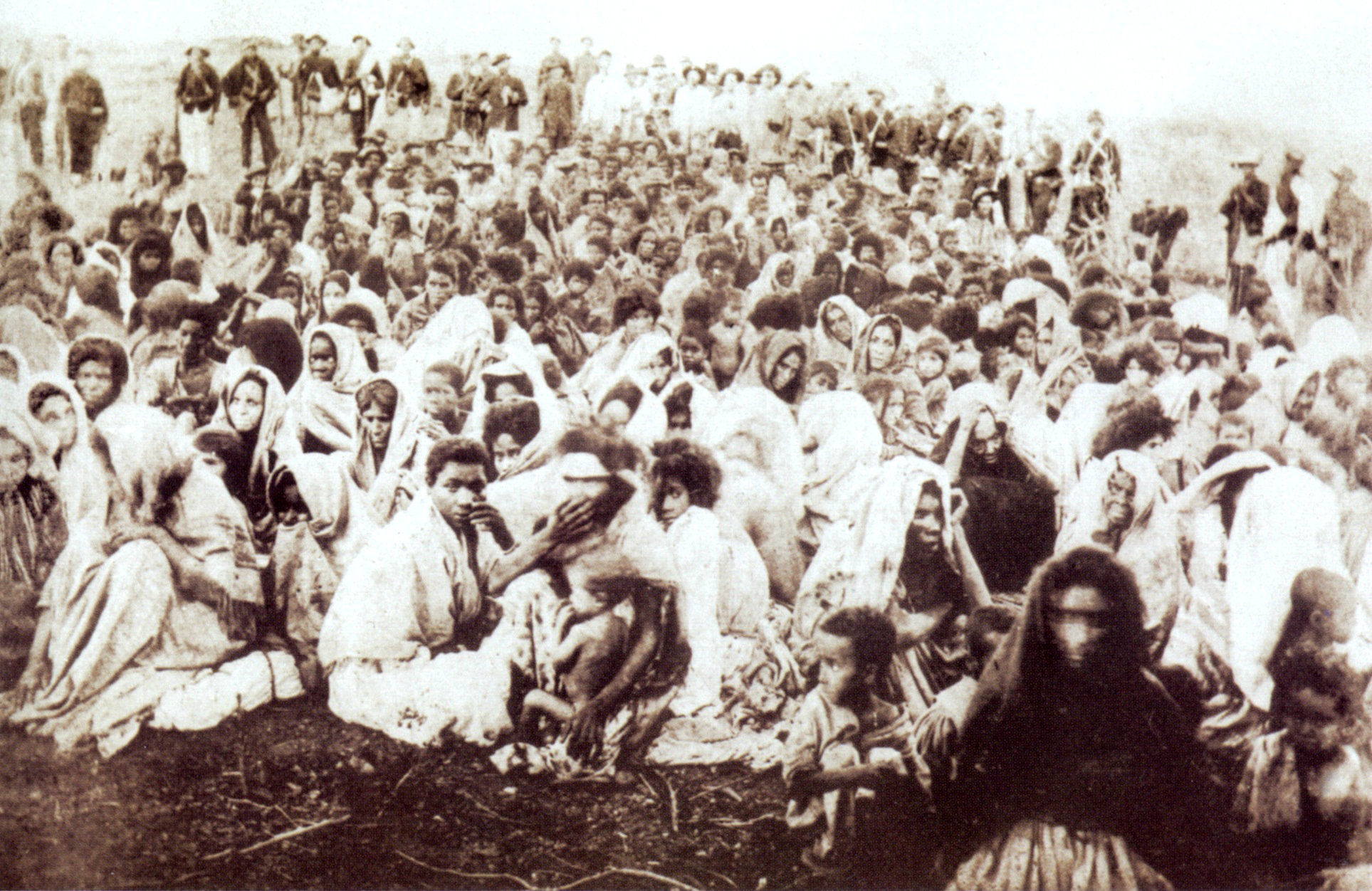
Mulheres e crianças, seguidoras de Antônio Conselheiro, presas durante os últimos dias da guerra

- Setembro de 1897 - Após várias batalhas, a tropa conseguiu fechar o cerco sobre o arraial. Antônio Conselheiro morreu em 22 de setembro, supostamente em decorrência de uma disenteria. Após receber promessas de que a República lhes garantiria a vida, uma parte da população sobrevivente se rendeu com bandeira branca, enquanto um último reduto resistia na praça central do povoado. Apesar das promessas, todos os homens presos, e também grupos de mulheres e crianças acabaram sendo degolados - uma execução sumária que se apelidou de "gravata vermelha".[7] Com isto, a Guerra de Canudos acabou se constituindo num dos maiores crimes já praticados em território brasileiro.[8]
- Outubro de 1897 - O arraial resistiu até 5 de outubro de 1897, quando morreram os quatro derradeiros defensores. O cadáver de Antônio Conselheiro foi exumado e sua cabeça decepada a faca. No dia 6, quando o arraial foi arrasado e incendiado, o Exército registrou ter contado 5,2 mil casebres.[9]

## Resultado
O conflito de Canudos mobilizou aproximadamente doze mil soldados oriundos de dezessete estados brasileiros, distribuídos em quatro expedições militares. Em 1897, na quarta incursão, os militares incendiaram o arraial, mataram grande parte da população e degolaram centenas de prisioneiros. Estima-se que morreram ao todo por volta de 25 mil pessoas, culminando com a destruição total da povoação.

## Na cultura popular

### Literatura

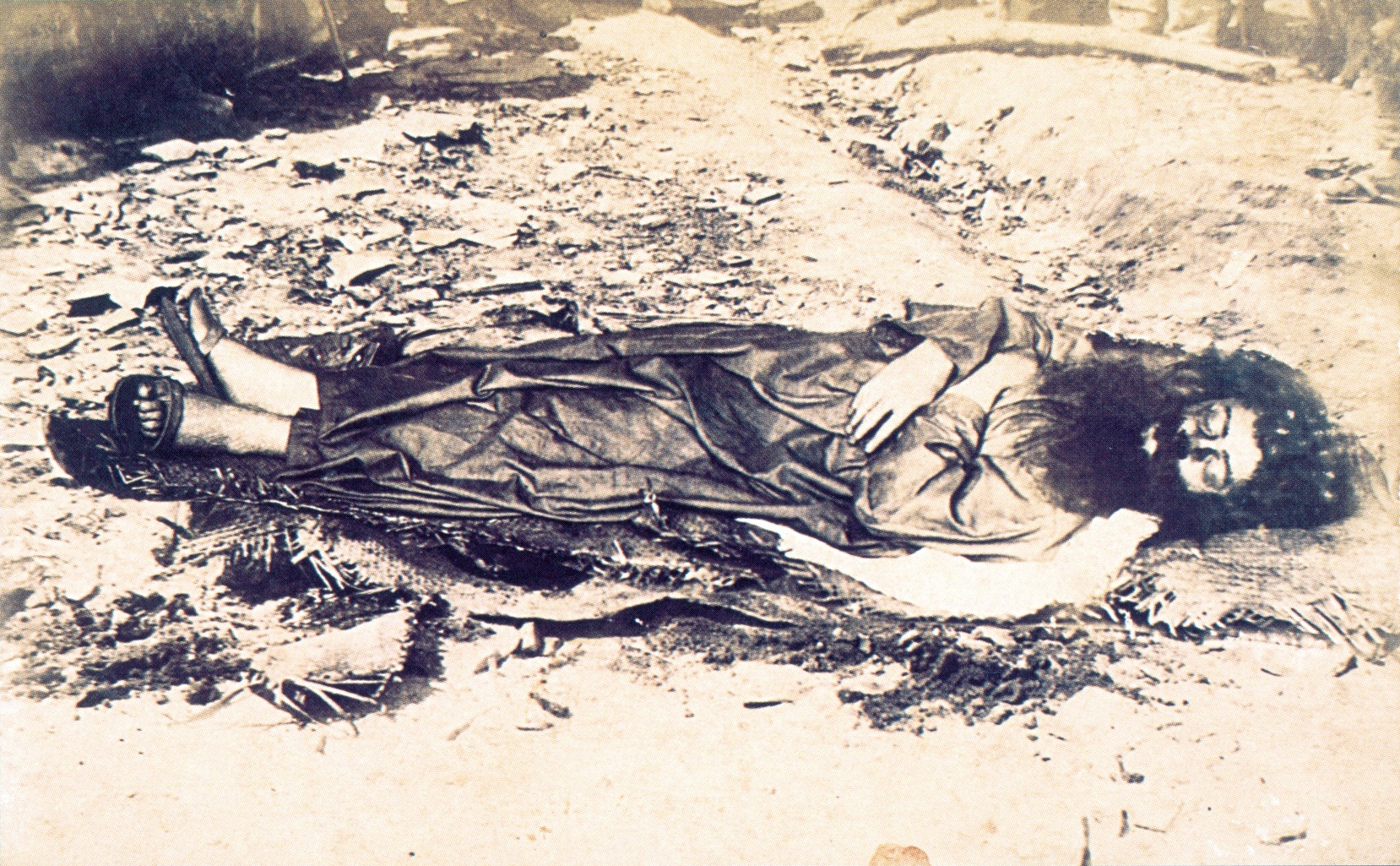
Antônio Conselheiro morto, em sua única foto conhecida, tirada por Flávio de Barros no dia 6 de outubro de 1897

Logo após a guerra, foi publicada uma série de obras escritas por testemunhas oculares, como militares, jornalistas e médicos. Entre outros (em ordem cronológica):
- 1898 - Canudos, história em versos, do poeta Manuel Pedro das Dores Bombinho, que participou como militar da Quarta Expedição contra o arraial.[10]
- 1899 - Descrição de uma Viagem a Canudos, de Alvim Martins Horcades, estudante de medicina a serviço do Exército, que descreve suas experiências no campo de batalha e denuncia a degola em massa dos presos - velhos, mulheres e crianças.[7]
- 1899 - Libelo republicano, acompanhado de comentários sobre a campanha de Canudos, publicado por Wolsey (pseudônimo de César Zama), Bahia: Typ. e Encadernação do “Diário da Bahia”.
- 1899 - O Rei dos Jagunços, de Manoel Benício, correspondente de guerra do Jornal do Commercio - um livro de semi-ficção sobre os acontecimentos de Canudos e costumes sertanejos.[11]
- 1902 - A Guerra de Canudos, do tenente Henrique Duque-Estrada de Macedo Soares, militar na a última expedição contra Canudos.[12]
- 1902 - Os Sertões, de Euclides da Cunha, que passou três semanas no local do conflito como correspondente do jornal O Estado de S. Paulo - um livro no qual procurou vingar os mortos no massacre: "Aquela campanha lembra um refluxo para o passado. E foi, na significação integral da palavra, um crime. Denunciemo-lo".

Os Sertões de Euclides da Cunha acabou por tornar-se um dos mais importantes marcos da literatura brasileira, e como tal inspirou uma série de obras baseadas no conflito de Canudos, escritas no mundo todo. Os mais conhecidos são A Brazilian Mystic (Um Místico Brasileiro), 1919, do britânico R. B. Cunninghame Graham; Le Mage du Sertão (O Mago do Sertão), 1952, do historiador e escritor belga Lucien Marchal; Veredicto em Canudos, 1970, do húngaro Sándor Márai; A Primeira Veste, 1975, do escritor geórgio Guram Dochanashvili; e A Guerra do Fim do Mundo, 1980, do escritor peruano Mario Vargas Llosa.

### Filmografia
Além disso, a guerra inspirou muitos filmes também:
- Guerra de Canudos. Longa-metragem de ficção de Sérgio Rezende, com José Wilker, Cláudia Abreu, Paulo Betti, e Marieta Severo. Brasil, 1997.[16]
- Sobreviventes - Os Filhos da Guerra de Canudos. Documentário de Paulo Fontenelle. Produzido por Canal Imaginário, 2004/2005.[17]
- Canudos. Documentário de Ipojuca Pontes, com Walmor Chagas, Brasil, 1978.[18]
- Os Sete Sacramentos de Canudos (Die Sieben Sakramente von Canudos). Filme produzido por Peter Przygodda para a ZDF Alemã, com participação dos diretores brasileiros Joel de Almeida, Jorge Furtado, Otto Guerra, Luís Alberto Pereira, Pola Ribeiro, Ralf Tambke e Sandra Werneck, 1996.[19]

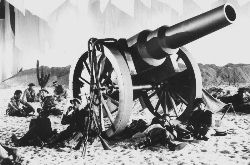
Imagem do filme "A Matadeira" de Jorge Furtado, referindo ao canhão Whitworth 32 usado na última expedição militar contra Canudos

### Dramaturgia
- O Teatro Oficina de São Paulo realiza adaptação teatral da saga sertaneja, iniciada em 2001, com 25 horas de encenação. É apresentada em 3 partes: a Terra, o Homem (I e II) e a Luta (I e II). A peça foi também apresentada no Festival de Teatro de Recklinghausen, na Alemanha, e na Volksbühne de Berlim.
- Outra importante adaptação da Guerra de Canudos teve o nome de O Evangelho Segundo Zebedeu, texto de César Vieira (pseudônimo de Idibal Piveta), realizada em 1971 pelo Teatro União e Olho Vivo de São Paulo.

### Carnaval
Em 1976, a escola de samba Em Cima da Hora desfilou com o enredo Os Sertões, baseado no livro homônimo de Euclides da Cunha.